# Gustav Brock (politiker)
Gustav Edvard Brock, född den 6 februari 1816 i Köpenhamn, död där den 29 december 1878, var en dansk jurist och politiker.
Brock blev 1847 överrättsprokurator och 1849 højesteretsadvokat samt gjorde sig känd som en vältalig och skarpsinnig sakförare. År 1856 var han den av folketinget valde åklagaren i riksrätten mot ministären Ørsted och försvarade 1867 inför Højesteret "Dagbladets" redaktör, Bille, i den då mot honom väckta högmålsprocessen. År 1860 valdes Brock i Köpenhamn till ledamot av landstinget och blev sedermera ständigt återvald. I överläggningarna om alla juridiska frågor tog han en ledande del och var bland annat 1865 ordförande i utskottet för behandling av den nya strafflagen, vid vars utarbetande han hade medverkat sedan 1859. Åren 1857 och 1868 var han medlem i två kommittéer för ombildning av rättegångsväsendet.

## Utmärkelser
- Riddare av Dannebrogorden,  1857[1]
- Dannebrogsmännens hederstecken,  1874[1]

[Redigera Wikidata]